# Beschermd natuurgebied

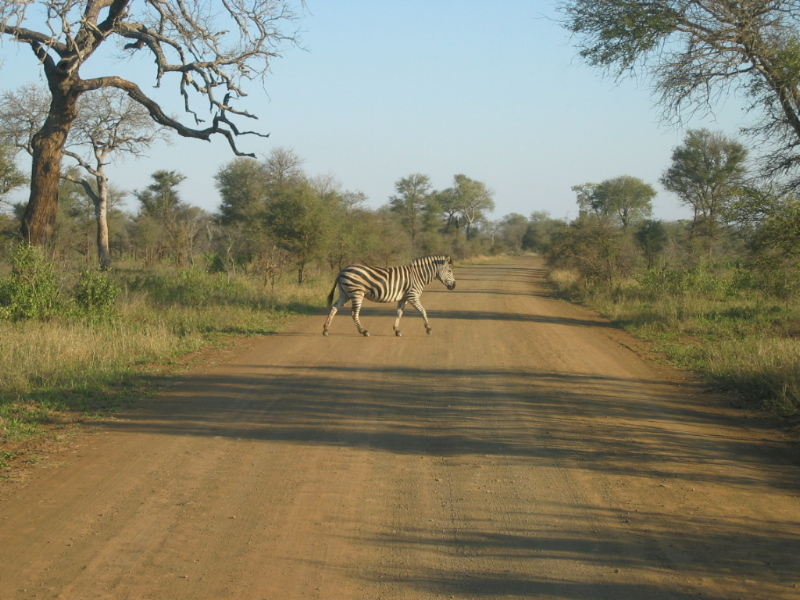
Een zebra in het Krugerpark in Zuid-Afrika

Beschermde natuurgebieden zijn plekken (natuurgebieden) die worden beschermd vanwege hun natuurlijke waarde, zoals de biodiversiteit, het ontbreken van menselijke invloed, landschappelijke kwaliteit of de aanwezigheid van natuurlijke hulpbronnen.
Een beschermd (natuur)gebied is gedefinieerd door de World Conservation Union (IUCN) als "een gebied op land en/of zee dat wordt toegewijd aan de bescherming en het blijven van biologische diversiteit".
De IUCN maakt onderscheid in zes categorieën van beschermde gebieden:

## Beschermde natuurgebieden per land
- Beschermde gebieden van Australië
- Beschermde gebieden van Brazilië
- Beschermde gebieden van Canada
- Beschermde gebieden van Chili
- Beschermde gebieden van China
- Beschermde natuurgebieden van Congo-Kinshasa
- Beschermde natuurgebieden van de Dominicaanse Republiek
- Beschermde gebieden van Frankrijk
- Beschermde gebieden van Kroatië
- Beschermde gebieden van India
- Nationale parken van Madagaskar
- Beschermde gebieden van Nieuw-Zeeland
- Beschermde gebieden van het Verenigd-Koninkrijk
- Beschermde gebieden van de Verenigde-Staten